# きらめきの序曲
「きらめきの序曲」（きらめきのじょきょく、原題：The Name of the Game）は、スウェーデンの音楽グループ、ABBA（アバ）が1977年にリリースしたシングル。

## 概要
きらめきの序曲は、1977年にスウェーデンでは10月17日に、イギリスでは1月22日に、アメリカでは10月24日にリリースされた。リードボーカルはアグネッタ・フォルツコグとアンニ＝フリッド・リングスタッドが担当している。ABBAにとっては、1977年最後の公式シングルとなった。
元々は、「A Bit of Myself」という題名で作られた。その後レコーディングを重ね、最終的に"The Name of the Game"と言う題でリリースされた。日本では邦題として、「きらめきの序曲」と名付けられた。劇団四季ミュージカル「マンマ・ミーア！」では、「私は知りたい」という邦題がつけられている。
イギリスでは4週連続1位を記録する大ヒットとなり、ABBAの曲の中では2021年9月時点で同国において8番目に人気がある曲として数えられている。
さらにスウェーデン、ベルギー、フィンランド、アイルランド、オランダ、ニュージーランド、ノルウェー、南アフリカ、ローデシアなどでトップ5を記録し、オーストラリア、西ドイツ、スイス、メキシコなどでもトップ10を記録した。 
1996年にはフージーズが「ランブル・イン・ザ・ジャングル」の中で本曲をサンプリングした、ABBAが他のアーティストにサンプリングを許可したのはこれが初めてだった。
ローリング・ストーンが選ぶ「最も素晴らしいABBAの曲」のランキングでは3位に選ばれた。

## チャート
| チャート (1977–1978)                            | 最高 順位 |
| ----------------------------------------------- | --------- |
| オーストラリア (ケント・ミュージック・レポート) | 6         |
| オーストリア (Ö3 Austria Top 40)                | 12        |
| ベルギー (Ultratop 50 Flanders)                 | 2         |
| ベルギー (Ultratop 50 Wallonia)                 | 3         |
| カナダ トップシングルス (RPM)                   | 15        |
| カナダ アダルト・コンテンポラリー (RPM)         | 12        |
| フィンランド (スオメン・ヴィラリネン・リスタ)   | 5         |
| アイルランド (IRMA)                             | 2         |
| オランダ (Dutch Top 40)                         | 2         |
| オランダ (Single Top 100)                       | 2         |
| ニュージーランド (Recorded Music NZ)            | 4         |
| ノルウェー (VG-lista)                           | 3         |
| ローデシア                                      | 4         |
| 南アフリカ (Springbok Radio)                    | 3         |
| スウェーデン (Sverigetopplistan)                | 2         |
| スイス (Schweizer Hitparade)                    | 6         |
| UK シングルス (OCC)                             | 1         |
| US Billboard Hot 100                            | 12        |
| US Adult Contemporary (Billboard)               | 9         |
| US Cashbox Top 100 Singles                      | 16        |
| 西ドイツ (GfK Entertainment charts)             | 7         |

| チャート (1977)                    | 最高順位 |
| ---------------------------------- | -------- |
| ベルギー (Ultratop Flanders)       | 15       |
| オランダ (Dutch Top 40)            | 58       |
| オランダ (Single Top 100)          | 13       |
| イギリス (OCC)                     | 16       |
| チャート (1978)                    | 最高順位 |
| オーストラリア (Kent Music Report) | 84       |
| カナダ (RPM)                       | 96       |
| Billboard Hot 100                  | 97       |

## 認定とセールス
| 国/地域                    | 認定 | 認定/売上数 |
| -------------------------- | ---- | ----------- |
| スウェーデン               |      | 140,000     |
| イギリス (BPI)             | Gold | 500,000^    |
| ^ 認定のみに基づく出荷枚数 |      |             |